# خايرو فيلاسكو جونيور
خايرو فيلاسكو جونيور (بالإسبانية: Jairo Velasco, Jr.)‏ مواليد 21 يناير 1974 في برشلونة، هو لاعب كرة مضرب إسباني سابق بدأ مسيرته كمحترف سنة 1995 وكان يلعب باليد اليمنى. أعلى تصنيف له في الزوجي كان المركز الـ 59 في سنة 2000.

## النهائيات

### الزوجي: 1 (0–1)
| الحصيلة | الرقم | السنة | الدورة                      | الأرضية | الشريك               | المنافس في النهائي         | النتيجة في النهائي |
| ------- | ----- | ----- | --------------------------- | ------- | -------------------- | -------------------------- | ------------------ |
| الوصافة | 1.    | 2000  | بطولة مارسيليا للتنس، فرنسا | صلبة    | خوان إجناسيو كاراسكو | سيمون أسبلين يوهان لندسبرغ | 6–7(2–7), 4–6      |

## روابط خارجية
- خايرو فيلاسكو جونيور على موقع رابطة محترفي التنس (الإنجليزية)
- خايرو فيلاسكو جونيور على موقع الاتحاد الدولي لكرة المضرب (الإنجليزية)